# Guicongoro
Guicongoro (em inglês: Gikongoro) é uma cidade da Ruanda situada na província (intara) do Sul. Segundo censo de 2012, havia 16 695 habitantes.